# Faitout Maouassa
Faitout Maouassa, né le 6 juillet 1998 à Villepinte (Seine-Saint-Denis), est un footballeur franco-congolais qui évolue au poste de latéral gauche à l'AS Nancy-Lorraine.

## Biographie

### En club

#### Débuts à l'AS Nancy-Lorraine (2015-2017)
Après être passé par le club argenteuillais (A.S.C. Val d'Argenteuil devenu R.F.C. Argenteuil), Faitout Maouassa intègre le centre de formation de l'AS Nancy-Lorraine en 2013. La saison suivante, il joue ses premiers matchs avec l'équipe réserve de l'ASNL qui évolue en CFA 2 (5e division).
Il joue ses premiers matchs avec l'équipe première lors de la saison 2015-2016 en Ligue 2 où le club termine champion, avant de découvrir la Ligue 1 la saison suivante.

#### Stade rennais FC (2017-2021)
Le 10 juin 2017, le Stade rennais FC annonce avoir trouvé un accord pour son transfert avec le club de l'AS Nancy-Lorraine. Son transfert est officialisé le 16 juin 2017. Après une saison 2017-2018 mitigée, Faitout Maouassa est prêté pour la saison 2018-2019.
Le 31 août 2018, Faitout Maouassa est prêté un an au club du Nîmes Olympique. Il dispute durant cette saison trente matchs au total.
Avec le départ de Ramy Bensebaini, Faitout Maouassa intègre le onze rennais pour la saison 2019-2020. Lors de son retour en Bretagne, le natif de Villepinte explose et fait ses marques dans l'effectif Rouge et Noir notamment grâce à trois buts inscrits et une passe décisive délivrée en 23 matchs de championnats ainsi que d'une défense régulière.
Après une saison ponctuée d'une troisième place significative de qualification en phase de groupe de la Ligue des champions, il prolonge le 20 août 2020 son contrat d'un an au Stade rennais FC jusqu'en 2022,. 

#### Club Bruges KV (2021-2024)
Le 31 août 2021, Faitout Maouassa signe pour quatre ans au Club Bruges KV contre 4 millions d'euros. Alors qu'il vient d'enchaîner deux titularisations lors de la 14e et de la 15e journée de championnat, il est écarté du projet et n'est plus convoqué pour les rencontres officielles. Malgré un changement de coach, Philippe Clement rejoignant l'AS Monaco en janvier 2022, son statut n'évolue pas sous les ordres d'Alfred Schreuder.

##### Prêt au Montpellier HSC (2022-2023)
Faitout Maouassa est prêté par le Club de Bruges au Montpellier HSC pour la saison 2022-2023 sans option d'achat. Son prêt à Montpellier s'avère concluant, il s'y impose comme un élément incontournable du onze de départ, participant à 33 rencontres de Ligue 1, titularisé à 23 reprises. Il s'y distingue sur le plan offensif, marquant cinq buts et délivrant cinq passes décisives. Sa fin de saison est néanmoins tronquée par des fragilités physiques à la suite d'une lésion à la cuisse mi-mars. Malgré une saison convaincante, le MHSC n'engage pas de négociations avec ses homologues belges compte tenu des émoluments et aspirations financières du joueur.

##### Prêt au RC Lens (2023-2024)
Faitout Maouassa est de nouveau prêté, cette fois avec option d'achat, pour la saison 2023-2024 par le club de Bruges au RC Lens. Barré par la concurrence de Deiver Machado et Massadio Haïdara, il ne parvient pas à entrer dans les plans de Franck Haise. Le 14 janvier 2024, il est titularisé pour la première fois lors de la réception du Paris Saint-Germain (18e journée, défaite 0-2). C'est seulement sa troisième apparition en Ligue 1 sous le maillot lensois.

##### Prêt à Grenade CF (2024)
Le RC Lens s'estimant suffisamment pourvu à son poste, sa présence n'est pas jugée indispensable. Son prêt est ainsi écourté et il rejoint, toujours en prêt, le Grenade CF le 25 janvier 2024 jusqu'au terme de la saison. Il ne parvient pas à se relancer en Espagne où il ne participe qu'à 6 rencontres de championnat, pour 2 titularisations. Titularisé lors de la dernière journée de Liga, son équipe s'incline 7 buts à 0 sur la pelouse du Girona FC. Elle conclut la saison 2023-2024 à la dernière place du championnat.
En Belgique, il n'entre toujours pas dans les plans de l'entraîneur en place, Nicky Hayen et prend la décision de rompre son contrat avec le Club Bruges KV.

#### Retour à l'AS Nancy-Lorraine (2025-)
Le 1er juillet 2025, Faitout Maoussa fait son retour à l'AS Nancy-Lorraine en participant au premier entraînement de la saison du club. Il a pour objectif de retrouver la forme physique après une saison sans match disputé et devrait redevenir un joueur des Chardons d'ici le début de la saison 2025-2026.

### En sélection nationale
Il porte pour la première fois le maillot de l'équipe de France U17 en décembre 2014 contre la Roumanie.
Il participe au championnat d'Europe des moins de 17 ans en mai 2015. La France remporte le tournoi et devient championne d'Europe, en battant l'Allemagne en finale (4-1), après avoir éliminé l'Italie (3-0) en quart de finale et la Belgique (1-1, 2 tirs au but à 1) en demi-finale.

## Statistiques
| Saison                | Club                   | Championnat           | Championnat | Championnat | Championnat | Coupe(s) nationale(s) | Coupe(s) nationale(s) | Coupe(s) nationale(s) | Supercoupe | Supercoupe | Supercoupe | Compétition(s) continentale(s) | Compétition(s) continentale(s) | Compétition(s) continentale(s) | Compétition(s) continentale(s) | Total | Total | Total |
| Saison                | Club                   | Division              | M.          | B.          | P.d.        | M.                    | B.                    | P.d.                  | M.         | B.         | P.d.       | Comp.                          | M.                             | B.                             | P.d.                           | M.    | B.    | P.d.  |
| 2015-2016             | AS Nancy-Lorraine      | Ligue 2               | 4           | 1           | 0           | 1                     | 0                     | 0                     | -          | -          | -          | -                              | -                              | -                              | -                              | 5     | 1     | 0     |
| 2016-2017             | AS Nancy-Lorraine      | Ligue 1               | 14          | 3           | 3           | 5                     | 0                     | 0                     | -          | -          | -          | -                              | -                              | -                              | -                              | 19    | 3     | 3     |
| Sous-total            | Sous-total             | Sous-total            | 18          | 4           | 3           | 6                     | 0                     | 0                     | -          | -          | -          | -                              | -                              | -                              | -                              | 24    | 4     | 3     |
| 2017-2018             | Stade rennais FC       | Ligue 1               | 19          | 0           | 2           | 3                     | 0                     | 1                     | -          | -          | -          | -                              | -                              | -                              | -                              | 22    | 0     | 3     |
| 2019-2020             | Stade rennais FC       | Ligue 1               | 23          | 3           | 1           | 5                     | 0                     | 0                     | 1          | 0          | 0          | C3                             | 3                              | 0                              | 1                              | 32    | 3     | 2     |
| 2020-2021             | Stade rennais FC       | Ligue 1               | 23          | 0           | 1           | 1                     | 0                     | 0                     | -          | -          | -          | C1                             | 2                              | 0                              | 0                              | 26    | 0     | 1     |
| Sous-total            | Sous-total             | Sous-total            | 65          | 3           | 4           | 9                     | 0                     | 1                     | 1          | 0          | 0          | -                              | 5                              | 0                              | 1                              | 80    | 3     | 6     |
| 2018-2019             | Nîmes Olympique (prêt) | Ligue 1               | 27          | 0           | 1           | 3                     | 0                     | 0                     | -          | -          | -          | -                              | -                              | -                              | -                              | 30    | 0     | 1     |
| 2021-2022             | Club Bruges KV         | Division 1A           | 7           | 0           | 0           | 1                     | 0                     | 0                     | -          | -          | -          | C1                             | 1                              | 0                              | 0                              | 9     | 0     | 0     |
| 2022-2023             | Montpellier HSC (prêt) | Ligue 1               | 33          | 5           | 5           | 1                     | 0                     | 0                     | -          | -          | -          | -                              | -                              | -                              | -                              | 34    | 5     | 5     |
| 2023-2024             | RC Lens (prêt)         | Ligue 1               | 3           | 0           | 0           | 1                     | 1                     | 0                     | -          | -          | -          | C1                             | -                              | -                              | -                              | 4     | 1     | 0     |
| 2023-2024             | Grenade CF (prêt)      | Liga                  | 6           | 0           | 1           | -                     | -                     | -                     | -          | -          | -          | -                              | -                              | -                              | -                              | 6     | 0     | 1     |
| 2025-2026             | AS Nancy-Lorraine      | Ligue 2               | -           | -           | -           | -                     | -                     | -                     | -          | -          | -          | -                              | -                              | -                              | -                              | 0     | 0     | 0     |
| Total sur la carrière | Total sur la carrière  | Total sur la carrière | 158         | 12          | 14          | 22                    | 1                     | 1                     | 1          | 0          | 0          | -                              | 6                              | 0                              | 1                              | 187   | 13    | 16    |

## Palmarès

### En club
Faitout Maouassa est champion de France de Ligue 2 avec l'AS Nancy-Lorraine en 2016.
Il est finaliste du Trophée des champions en 2019 qui se déroule à Shenzhen, en Chine, avec le Stade rennais FC contre le Paris Saint-Germain.
Avec le Club Bruges, il est champion de Belgique en 2022.

### En sélection nationale
Lors de l'été 2015, Faitout Maouassa remporte le championnat d'Europe des moins de 17 ans avec l'équipe de France en participant à l'intégralité des rencontres puis remporte le tournoi international de Lafarge Foot Avenir avec l'équipe de France des moins de 18 ans en septembre 2015.
En juillet 2016, il est sacré champion d'Europe des moins de 19 ans en Allemagne après avoir battu en finale l'Italie quatre buts à zéro.